# Andesaurus delgadoi

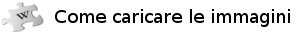
Didascalia1
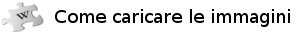
Didascalia2

L'andesauro (Andesaurus delgadoi) è stato un grande dinosauro erbivoro appartenente ai sauropodi.

## Descrizione
Descritto per la prima volta nel 1991, Andesaurus era caratterizzato dal collo lungo e dalle zampe colonnari ed è stato scoperto in terreni risalenti alla prima parte del Cretacico superiore dell'Argentina.
È noto attraverso vari resti fossili di grandi dimensioni che permettono di classificarlo come appartenente ai sauropodi titanosauri, ovvero quel gruppo di dinosauri giganteschi che nel corso del Cretaceo dominarono le scene nei continenti meridionali.
Andesaurus era un rappresentante molto primitivo dei titanosauri, e per questo animale si è pensato di creare una famiglia a sé stante, quella degli andesauridi. Andesaurus aveva probabilmente dimensioni di 30 metri di lunghezza e 80 tonnellate di peso. Il primato spetta però a un altro andesauride scoperto successivamente, Argentinosaurus.